# Carex idaea
Espèce
Classification phylogénétique
Carex idaea est une espèce des plantes du genre Carex et de la famille des Cyperaceae.